# Ardennes Fury
Pour plus de détails, voir Fiche technique et Distribution.
Ardennes Fury, également connu sous le nom de Battle of the Ardennes: Fury, est un film de guerre de 2014 réalisé par Joseph J. Lawson. Le film, produit par la société de films de série B The Asylum, met en vedette Tom Stedham, Bill Voorhees, Tino Struckman, Lawrence C. Garnell Jr., Lauren Vera, Yaron Urbas. Ardennes Fury est un mockbuster de Fury.

## Synopsis
À la fin de l’automne 1944, avant la bataille des Ardennes, une unité de chars américains est piégée derrière les lignes ennemies. L’opération Ardennes Fury des Alliés est sur le point de commencer lorsque le commandant d’un char se met en devoir de sauver les enfants innocents et les religieuses d’un orphelinat voisin.

## Distribution
- Tom Stedham : Sergent Lance Dawson
- Bill Voorhees : soldat C.K. Luinstra
- Tino Struckman : major Heston Zeller
- Lawrence C. Garnell Jr. :Sergent Nathaniel Rose
- Lauren Vera : Sœur Claudette
- Yaron Urbas : caporal Michael Griffin
- Analiese Anderson : Mère Mary
- Trey Hough : Sergent Freddie McNay
- Elvin Manges : Caporal Donald Gunderson
- Kyle Golden : soldat Richard Somers

## Versions
Le film sort directement en DVD le 11 novembre 2014.

## Accueil

### Réception critique
Comme beaucoup de « mockbusters » de The Asylum, le film a reçu des critiques universellement négatives. Ainsi, sur Allociné, un spectateur estime que ce film médiocre ne supporte pas la comparaison avec Il faut sauver le soldat Ryan ou la série télévisée Frères d'armes. Outre un florilège de clichés (l’officier SS sadique, les gentils soldats américains, le brave Noir, la séduisante bonne sœur), un jeu d’acteur maladroit et des dialogues insipides, le film enchaîne des scènes de combat ridicules, soutenues par une musique encombrante. Détail qui résume l’absence totale de vraisemblance : le film est censé se dérouler durant l’offensive allemande des Ardennes qui, comme on le sait, a eu lieu en plein hiver 1944-1945. Cependant il a clairement été tourné en été. 
Le film a un score d’audience de seulement 11% sur Rotten Tomatoes.